# 1904 w muzyce
Wydarzenia muzyczne w 1904 roku.

## Urodzili się
- 4 stycznia
  - Erik Chisholm, szkocki kompozytor, dyrygent i krytyk muzyczny (zm. 1965)
  - Eugeniusz Towarnicki, polski flecista, pedagog, autor podręcznika do nauki gry (zm. 1971)
- 9 stycznia – George Balanchine, rosyjski choreograf pochodzenia gruzińskiego (zm. 1983)
- 13 stycznia
  - Richard Addinsell, brytyjski kompozytor (zm. 1977)
  - Nathan Milstein, amerykański skrzypek (zm. 1992)
- 1 lutego – Tricky Sam Nanton, amerykański puzonista jazzowy (zm. 1946)
- 3 lutego – Luigi Dallapiccola, włoski kompozytor awangardowy (zm. 1975)
- 7 lutego – Karl Freund, niemiecki skrzypek i nauczyciel muzyki (zm. 1955)
- 10 lutego – Nikołaj Iwanow-Radkiewicz, rosyjski kompozytor, dyrygent, muzykolog i pedagog (zm. 1962)
- 16 lutego – Mieczysław Wróblewski, polski kompozytor, dyrygent (zm. 1999)
- 17 lutego – Xenia Grey, właśc. Ksenia Martyszówna, polska śpiewaczka operetkowa i aktorka (zm. 2003)
- 29 lutego – Jimmy Dorsey, amerykański klarnecista, saksofonista, kompozytor i kierownik orkiestry jazzowej (zm. 1957)
- 1 marca – Glenn Miller, amerykański puzonista (zm. 1944)
- 4 marca – Joseph Schmidt, niemiecki śpiewak operowy (tenor) (zm. 1942)
- 19 marca – Tadeusz Zygfryd Kassern, polski kompozytor (zm. 1957)
- 21 marca – Nikos Skalkotas, grecki kompozytor (zm. 1949)
- 30 marca – Władysław Kiepura, polski śpiewak operowy (tenor) (zm. 1998)
- 3 kwietnia – Maria Wiłkomirska, polska pianistka, solistka i kameralistka (zm. 1995)
- 7 kwietnia – Alfred Tuček, jugosłowiański dyrygent, kompozytor i skrzypek (zm. 1987)
- 17 kwietnia – Joseph Ahrens, niemiecki organista i kompozytor muzyki sakralnej (zm. 1997)
- 4 maja – Umm Kulsum, egipska piosenkarka (kontralt) (zm. 1975)
- 21 maja – Fats Waller, amerykański jazzowy pianista, organista, kompozytor oraz artysta kabaretowy (zm. 1943)
- 25 maja – Kurt Thomas, niemiecki kompozytor, dyrygent i pedagog (zm. 1973)
- 26 maja – George Formby, brytyjski piosenkarz i aktor komediowy (zm. 1961)
- 29 maja – Grigorij Ginzburg, rosyjski pianista i pedagog muzyczny; laureat IV nagrody na I Międzynarodowym Konkursie Pianistycznym im. Fryderyka Chopina (zm. 1961)
- 11 czerwca
  - Emil František Burian, czeski reżyser, dramatopisarz i kompozytor (zm. 1959)
  - Pinetop Smith, amerykański pianista bluesowy grający styl boogie-woogie (zm. 1929)
- 13 czerwca – Kiejstut Bacewicz, polski pianista kameralista, pedagog, kompozytor i organizator życia muzycznego (zm. 1993)
- 18 czerwca – Manuel Rosenthal, francuski kompozytor i dyrygent (zm. 2003)
- 19 czerwca
  - Balys Dvarionas, litewski kompozytor, pianista i dyrygent (zm. 1972)
  - Aleksandr Warłamow, rosyjski kompozytor (zm. 1990)
- 24 czerwca – Olga Olgina, polska śpiewaczka operowa (sopran koloraturowy), pedagog, propagator kultury muzycznej (zm. 1979)
- 28 czerwca – Włodzimierz Poźniak, polski muzykolog (zm. 1967)
- 4 lipca
  - Seger Ellis, amerykański pianista jazzowy i wokalista (zm. 1995)
  - Artur Malawski, polski kompozytor, pedagog i dyrygent (zm. 1957)
- 10 lipca
  - Blind Boy Fuller, amerykański gitarzysta i wokalista bluesowy (zm. 1941)
  - Iša Krejčí, czeski kompozytor i dyrygent (zm. 1968)
- 12 lipca – Jan Prosnak, polski muzykolog (zm. 1987)
- 16 lipca – Goffredo Petrassi, włoski kompozytor (zm. 2003)
- 27 lipca – Anton Dolin, angielski tancerz (zm. 1983)
- 4 sierpnia – Marta Suchecka, polska skrzypaczka i pedagog (zm. 1992)
- 8 sierpnia – István Szelényi, węgierski kompozytor i pianista (zm. 1972)
- 21 sierpnia – Count Basie, amerykański pianista jazzowy (zm. 1984)
- 23 sierpnia – William Primrose, amerykański altowiolista pochodzenia szkockiego (zm. 1982)
- 2 września – Set Svanholm, szwedzki śpiewak operowy (tenor) (zm. 1964)
- 12 września – Gawriił Popow, gruziński kompozytor (zm. 1972)
- 16 września – Adam Harasowski, polski kompozytor i dyrygent, pianista, znawca twórczości Fryderyka Chopina (zm. 1996)
- 19 września – Lubomir Pipkow, bułgarski kompozytor, pianista i pedagog muzyczny (zm. 1974)
- 29 września – Jan Michał Wieczorek, polski kompozytor, dyrygent i pedagog (zm. 1980)
- 26 października – Boris Chajkin, rosyjski dyrygent (zm. 1978)
- 30 października – Alfred Gradstein, polski kompozytor (zm. 1954)
- 3 listopada – Jānis Kalniņš, łotewski kompozytor (zm. 2000)
- 11 listopada – Andrzej Bogucki, polski aktor teatralny i filmowy, śpiewak operetkowy, piosenkarz (zm. 1978)
- 21 listopada – Coleman Hawkins, amerykański muzyk jazzowy grający na saksofonie (zm. 1969)
- 14 grudnia – Karol Szafranek, polski pianista i pedagog (zm. 1997)
- 26 grudnia – Alejo Carpentier, kubański pisarz, muzykolog i dziennikarz (zm. 1980)
- 30 grudnia – Dmitrij Kabalewski, rosyjski pianista i kompozytor (zm. 1987)

Data dzienna nieznana
- Franco Beval, polski śpiewak operowy (tenor) (zm. 1962)

## Zmarli
- 12 stycznia – Michał Jelski, polski skrzypek, kompozytor, publicysta muzyczny, ziemianin (ur. 1831)
- 15 stycznia – Eduard Lassen, belgijsko-duński kompozytor i dyrygent (ur. 1830)
- 28 stycznia – Adam Münchheimer, polski kompozytor, dyrygent, skrzypek, pedagog, dyrektor opery warszawskiej (ur. 1830)
- 7 lutego – Karl Freund, niemiecki skrzypek i nauczyciel muzyki (zm. 1955)
- 1 maja – Antonín Dvořák, czeski kompozytor i dyrygent (ur. 1841)
- 14 maja – Richard Hol, holenderski kompozytor, dyrygent i organista (ur. 1825)
- 19 maja – Korla Awgust Kocor, łużycki kompozytor i działacz narodowy (ur. 1822)
- 3 czerwca – Daniel Filleborn, polski śpiewak operowy (tenor) (ur. 1841)
- 6 lipca – Abaj Kunanbajew, kazachski poeta, kompozytor i filozof (ur. 1845)
- 6 sierpnia – Eduard Hanslick, austriacki krytyk muzyczny (ur. 1825)
- 30 września – Sigurd Lie, norweski kompozytor (ur. 1871)

Data dzienna nieznana
- Michał Hruszwicki, polski muzyk, kompozytor, deklamator, ziemianin, działacz społeczny w guberni mińskiej (ur. 1828)